# Feketefarkú guvatfürj
A feketefarkú guvatfürj (Turnix nanus) a madarak osztályának lilealakúak (Charadriiformes) rendjébe, ezen belül a guvatfürjfélék (Turnicidae) családjába tartozó faj.

## Rendszerezése
A fajt Carl Jakob Sundevall svéd zoológus írta le 1850-ben, a Hemipodius nembe Hemipodius nanus néven. Szerepelt, mint Turnix nana és Turnix hottentottus nanus néven is. 

## Előfordulása
Angola, a Dél-afrikai Köztársaság, Elefántcsontpart, Gabon, Kamerun, Kenya, a Kongói Köztársaság, a Kongói Demokratikus Köztársaság, a Közép-afrikai Köztársaság, Malawi, Mozambik, Nigéria, Ruanda, Sierra Leone, Szváziföld, Tanzánia, Uganda, Zambia és Zimbabwe honos.
Természetes élőhelyei a szubtrópusi és trópusi gyepek, szavannák és cserjések, valamint szántóföldek és vidéki kertek. Vonuló faj.

## Megjelenése
Testhossza 16 centiméter.

## Természetvédelmi helyzete
Az elterjedési területe rendkívül nagy, egyedszáma ugyan csökken, de még nem éri el kritikus szintet. A Természetvédelmi Világszövetség Vörös listáján nem fenyegetett fajként szerepel.